# Тілопо таїтянський
Тілопо таїтянський (Ptilinopus purpuratus) — вид голубоподібних птахів родини голубових (Columbidae). Ендемік Островів Товариства у Французькій Полінезії.

## Опис
Довжина птаха становить 23 см, вага 95 г. Верхня частина тіла зелена. Тім'я світло-сіре з фіолетовим відтінком. Шия і груди сірі, живіт тьмяно-оливковий. Навколо хвоста світло-сіра смуга. Дзьоб жовтуватий або зеленувато-жовтий, лапи фіолетові. У молодих птахів забарвлення дещо тьмяніше, пляма на тімені у них відсутня, на крилах у них жовті смуги.

## Підвиди
Виділяють два підвиди:
- P. p. frater Ripley & Birckhead, 1942 — острів Муреа[en];
- P. p. purpuratus (Gmelin, JF, 1789) — острів Таїті.

Золоточеревий тілопо раніше вважався підвидом таїтянського тілопо, однак був визнаний окремим видом у 2021 році.

## Поширення і екологія
Таїтянські тілопо живуть у вологих рівнинних тропічних лісах. Зустрічаються на висоті до 1000 м над рівнем моря. Живляться плодами і ягодами. Гніздяться на деревах. В кладці одне біле яйце.

## Збереження
МСОП класифікує цей вид як такий, що не потребує особливих заходів зі збереження. За оцінками дослідників, популяція таїтянських тілопо становить від 2500 до 10000 птахів.